# Ретензија
Retenzija je prostor koji služi za akumulisanje ili izlivanje vode prilikom prevelikog dotoka.
Retenzija je vodoprivredni objekat, sa opremom, za izravnanje količina vode u kanalizacionoj mreži. To je deo bilo kišne bilo fekalne kanalizacije i predstavlja rezervoar, po pravilu podzemni, za prihvat eventualno i tretman vode, često sa prepumpavanjem vode dalje.
Retenzija je i deo postrojenja za pripremu vode za piće
Retenzija je i manja akumulacija duž vodotoka u koju se u slučaju poplava voda namenski pušta da bi se sprečilo rušenje nasipa zbog prelivanja i da bi se na nizvodnom području smanjio vrh poplavnog talasa. Upuštanje vode u retenzije ne dešava svake godine, već u proseku jednom u nekoliko godina a u međuvremenu se to zemljište koristi u poljoprivredne svrhe. Retenzije, koje se formiraju na poljoprivrednim površinama sa manje vrednim kulturama i gde nema skupih objekata, mogu da se povežu u sistem, kojim se upravlja po unapred proverenom scenariju da bi se poplavni talas u sveo na prihvatljivu meru, što predstavlja jednu od aktivnih mera odbrane od poplava.